# (22158) Chee
(22158) Chee (2000 WG101) – planetoida z grupy pasa głównego asteroid okrążająca Słońce w ciągu 4,02 lat w średniej odległości 2,53 j.a. Odkryta 21 listopada 2000 roku.